# 富马约洛山
富马约洛山（義大利語：Monte Fumaiolo）为意大利亚平宁山脉的一座山峰，位于艾米利亚-罗马涅大区最南端，与托斯卡纳大区交界之处，距小城切塞纳约70千米，海拔1,407（4,616英尺）。自山上可俯瞰Balze di Verghereto、巴尼奥-迪罗马涅以及韦尔盖雷托。另外山上覆盖有冷杉属及水青冈属森林。富马约洛山还以台伯河及薩維奧河之源头而知名。